# SN 1992ae
SN 1992ae – supernowa typu Ia odkryta 30 czerwca 1992 roku w galaktyce A212817-6133. Jej maksymalna jasność wynosiła 18,64m.